# NHK島ヶ原テレビ中継局
NHK島ヶ原テレビ中継局（エヌエイチケイしまがはらテレビちゅうけいきょく）は、三重県伊賀市に置かれているテレビ中継局。

## 送信施設概要

### デジタルテレビ
| リモコン キーID | 放送局名       | 物理 チャンネル | 空中線電力 | ERP   | 放送対象 地域 | 放送区域 内世帯数 | 偏波面   |
| --------------- | -------------- | --------------- | ---------- | ----- | ------------- | ----------------- | -------- |
| 2               | NHK 名古屋教育 | 44ch            | 50mW       | 145mW | 全国放送      | 約760世帯         | 水平偏波 |
| 3               | NHK 津総合     | 39ch            | 50mW       | 145mW | 三重県        | 約760世帯         | 水平偏波 |

## 廃止された局の概要

### アナログテレビ
| チャンネル | 放送局名   | 空中線電力        | ERP               | 放送対象 地域 | 放送区域 内世帯数 | 偏波面   | 放送終了日     |
| ---------- | ---------- | ----------------- | ----------------- | ------------- | ----------------- | -------- | -------------- |
| 47ch       | NHK 津総合 | 映像1W/ 音声250mW | 映像3W/ 音声740mW | 三重県        | 不明              | 水平偏波 | 2011年 7月24日 |

## 所在地
- 伊賀市島ヶ原中村 「姫山」

## 放送エリア

### デジタルテレビ
- 伊賀市の一部、約760世帯[1]。

### アナログテレビ
- 伊賀市の一部地域（旧：阿山郡島ヶ原村の一部）をカバーしていた。

## 歴史

### デジタルテレビ
- 2010年11月18日 予備免許交付
- 2010年11月22日 試験放送開始
- 2010年12月16日 免許交付[2]
- 2010年12月20日 放送開始

### アナログテレビ
- 1981年6月頃 NHK島ヶ原テレビジョン中継放送所（総合テレビ）が開局。
- 2011年7月24日 この日をもって廃止された。

## その他

### デジタルテレビ
- NHK名古屋教育はデジタル新局として開局。
- NHK津総合・NHK名古屋教育のみ置局され、民放局（CBC・THK・NBN・CTV・MTV）は置局されていない[3]。
- 三重県内のテレビ中継局では唯一のNHK単独の中継局である。

### アナログテレビ
- NHK津総合のみ置局され、NHK名古屋教育・民放局（CBC・THK・NBN・CTV・MTV）は置局されていなかった。